# Litsea pallidifolia
Litsea pallidifolia är en lagerväxtart som beskrevs av Elmer Drew Merrill. Litsea pallidifolia ingår i släktet Litsea och familjen lagerväxter. Inga underarter finns listade i Catalogue of Life.